# Jack Winter
Jack Winter, gelegentlich auch als Jacques Winter geführt, (* 26. Dezember 1881 als Michael Jacob Winter in Düsseldorf; † 1. Februar 1940 in Berlin) war ein deutscher Filmarchitekt vor allem während der Stummfilmzeit.

## Leben und Wirken
Jacob Winter war ein Sohn des Glasmalers Heinrich Winter und dessen Ehefrau Maria, geb. Oellers. Unmittelbar vor dem Ersten Weltkrieg ist er als Spezialist für Trickaufnahmen bei der Eiko-Film-Wochenschau des Produzenten Franz Vogel nachweisbar, während des Krieges war er in nicht näher definierter Funktion an dem Kurzfilm Rentier Knüppeldick (1916) beteiligt. Gegen Ende des Krieges stieg Winter zum Chefarchitekten auf. Im letzten Kriegsjahr 1918, als er in Diensten von Oskar Messter stand, gestaltete er in dieser Funktion unter dem Signum Jack Winter die Bauten für mehrere Filme mit Henny Porten.
Später arbeitete Winter auch für andere Berliner Produktionsfirmen und stattete Inszenierungen von Regisseuren wie Rudolf Biebrach, E. A. Dupont, Felix Basch sowie den Dänen Viggo Larsen, Robert Dinesen und Holger-Madsen aus. Bereits nach nur fünf Jahren beendete Jack Winter seine intensive filmische Tätigkeit und wandte sich offensichtlich wieder anderen Arbeitsfeldern zu. Erst in der zweiten Hälfte der 1930er Jahre kehrte er für einige minder wichtige Kinoproduktionen zur Filmarchitektur zurück. Er starb 1940 in einer Privatklinik in Berlin-Schöneberg.
Von 1908 bis zu seinem Tod war Winter mit Frieda, geb. Schmidt, verheiratet.

## Filmografie
- 1918: Rotterdam-Amsterdam
- 1918: Das Geschlecht derer von Ringwall
- 1918: Die Heimkehr des Odysseus
- 1918: Die Sieger
- 1918: Die blaue Laterne
- 1919: Die beiden Gatten der Frau Ruth
- 1919: Die lebende Tote
- 1919: Das Werkzeug des Cosimo
- 1919: Ubo Thomsens Heimkehr
- 1919: De Profundis
- 1920: Monica Vogelsang
- 1920: Der rote Henker
- 1920: Hundemamachen
- 1920: Kohlhiesels Töchter
- 1920: Die letzten Kolczaks
- 1920: Brigantenliebe
- 1920: Die Tarantel
- 1920: Das Martyrium
- 1920: Der galante König – August der Starke
- 1920: Die geschlossene Kette
- 1920: Gentlemen-Gauner
- 1921: Der Mord ohne Täter
- 1921: Die Geschwister Barelli
- 1921: Ein Erpressertrick
- 1921: Die Geliebte Roswolskys
- 1922: Kinder der Zeit
- 1922: Macht der Versuchung
- 1922: Das Feuerschiff
- 1922: Tabea, stehe auf!
- 1922: Gespenster
- 1923: Tatjana
- 1923: Zaida, die Tragödie eines Modells
- 1936: Der Streithammel (Kurzfilm)
- 1938: Sehnsucht nach Afrika
- 1940: Tip auf Amalia